# Agrilus viettei
Agrilus viettei é uma espécie de inseto do género Agrilus, família Buprestidae, ordem Coleoptera.
Foi descrita cientificamente por Descarpentries & Villiers, 1963.